# Gran Canal de Venecia

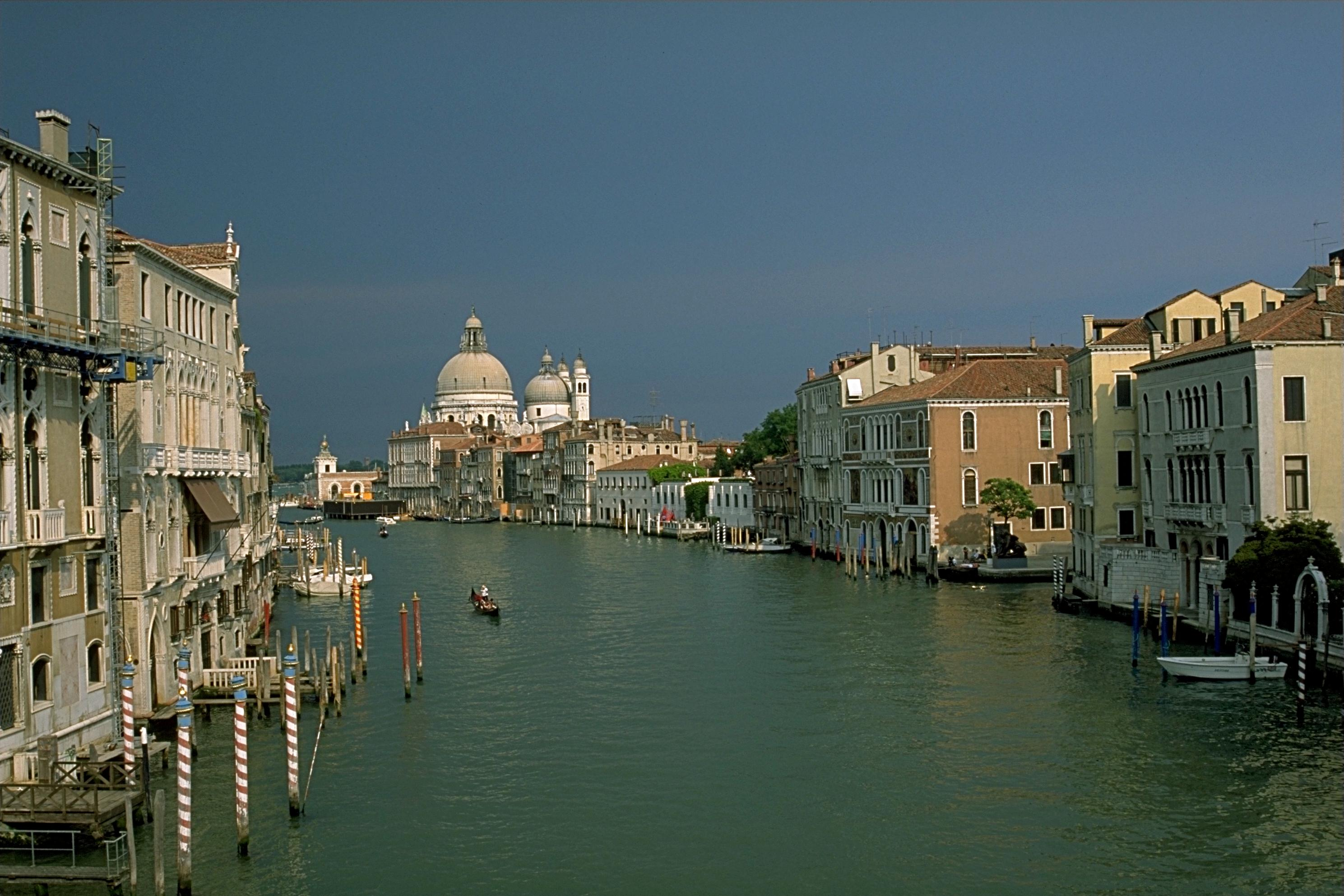
Vista

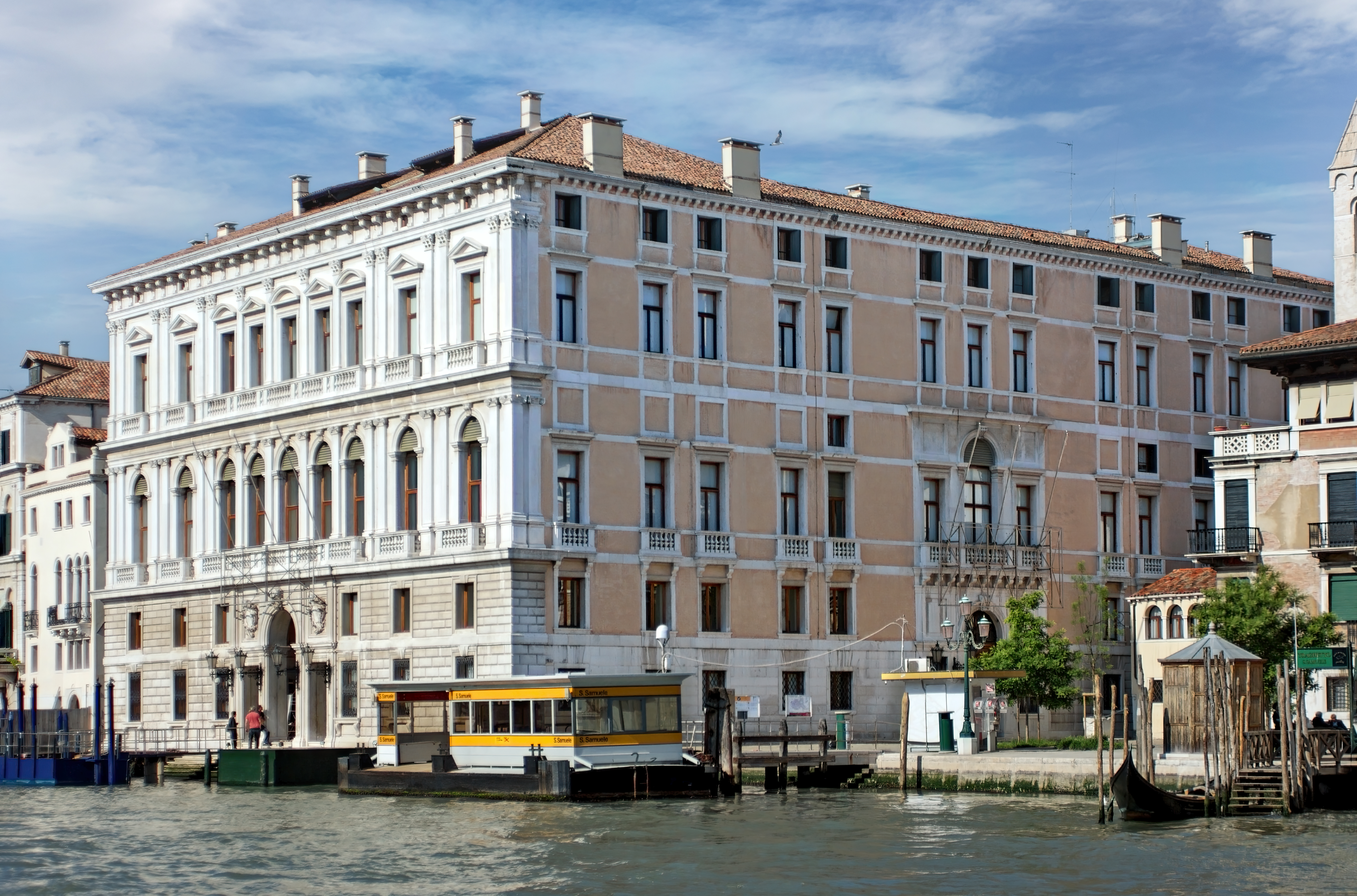
Palacio Grassi.

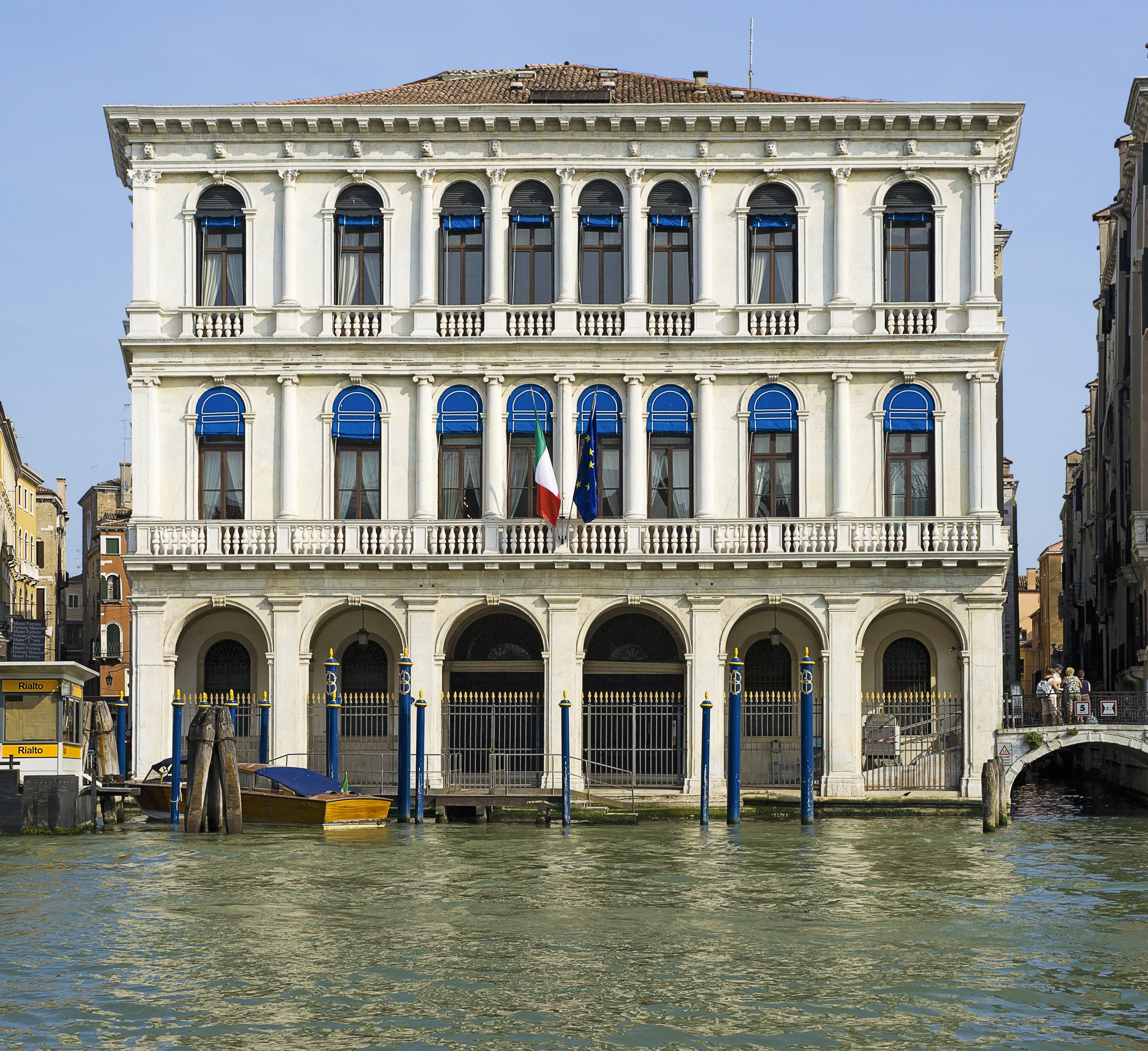
Palacio Delfín Manin.

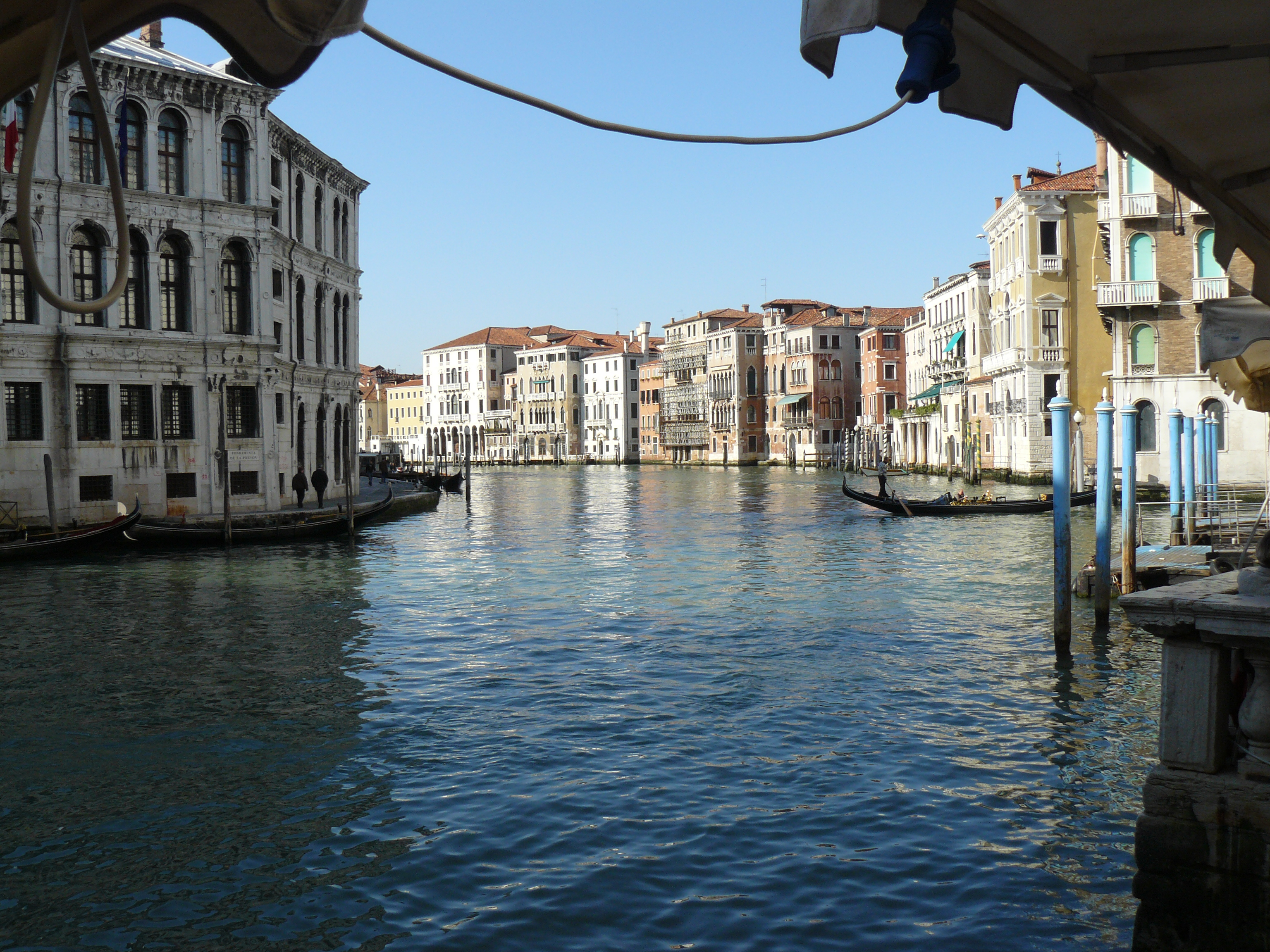
Gran Canal desde el pie del Puente de Rialto.

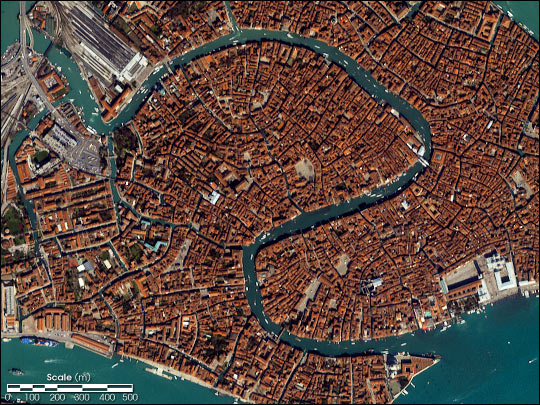
Vista aérea del Gran Canal con su característica forma de "S" invertida.

El Gran Canal es el mayor canal de la ciudad de Venecia, la mayor zona húmeda de este país gracias a los múltiples canales de distinta longitud y anchura que lo riegan, en Italia. Este recorre Venecia trazando una S y le sigue en tamaño e importancia el canal Regio o Cannaregio.

## Gran Canal
El Gran Canal tiene casi 4 km de longitud; se desliza desde la punta noroeste de Venecia, donde están los accesos a tierra firme, hasta la dársena de San Marcos, en el mar Adriático. El canal divide la ciudad en dos partes. Se dice que es más patricia la orilla donde se encuentra la plaza de San Marcos y más popular la orilla contraria.
A pesar de tener esa gran longitud y de dividir completamente la urbe, el canal sólo cuenta con cuatro puentes:
- Puente de Rialto, el más antiguo.
- Puente de la Academia, entre San Vidal y la Carità.
- Puente de los Descalzos, junto a la estación del ferrocarril, o estación de Santa Lucía.
- Puente de la Constitución, el más moderno; comunica el Piazzale Roma con la estación de Santa Lucía.

Un vaporetto transporta a los pasajeros desde la estación de Santa Lucía hasta la dársena de San Marcos y en ese viaje fluvial donde alterna las paradas de una orilla a otra, pueden ir contemplando bastantes edificios nobles de Venecia.
- Iglesia de los Scalzi, del siglo XVII, con dos capillas que guardan unos frescos del pintor veneciano Tiepolo (1696-1770), considerado como el principal maestro de la escuela veneciana.
- Ca' Vendramin Calergi, que es la sede de invierno del casino. Fue la última residencia del músico alemán Richard Wagner (1813-1883), donde murió.
- Ca' Pesaro, la antigua residencia de la familia Pesaro, edificio del siglo XVIII. En la actualidad es el museo de Arte Moderno.
- Ca' d'Oro, llamado así por los dorados que le adornaban en su origen. Es un palacio gótico cuyo origen se remonta al siglo XV, el más famoso de la ciudad. En la actualidad es la sede de la Galería Franchetti, con una colección muy importante de pintura.
- Palacio Grassi, del siglo XVIII. Es la sede de la fundación Grassi que fue instituida por el Grupo Fiat. En ella se celebran importantes manifestaciones artísticas cada año.
- Academia. Fue la escuela y monasterio de la Carità. Su nombre le viene de la Academia de Bellas Artes instalada aquí por Napoleón en 1807. Cuenta con pintura veneciana desde el siglo XIV.
- Ca' Foscari, del siglo XV, obra maestra del gótico veneciano.
- Palacio Corner della Ca' Granda, una construcción de 1532, de Sansovino (c. 1486-1570), arquitecto y escultor italiano, considerado como el introductor del Renacimiento. En 1527 se estableció en Venecia. Este palacio está al final del recorrido, cerca de la dársena donde desemboca el canal.
- Palacio Dolfin Manin, construido por el mismo Sansovino para el noble Juan Delfín. En este gran palacio vivió el último de los Dogos de Venecia, Ludovico Manin.

## Canal Regio o Cannaregio
Es la segunda gran vía de agua que tiene Venecia. Está cerca de la estación de ferrocarril y da nombre al barrio que se encuentra detrás de su orilla oriental. Es un barrio de casas muy altas, edificadas así para poder ganar espacio vertical ya que el horizontal era muy escaso. En este lugar fue creado en 1516 el primer gueto de la historia y se obligó a la comunidad hebrea veneciana a instalarse en él. Se pueden visitar las sinagogas, llamadas en veneciano scole, y en algunos museos las colecciones de artes aplicadas de bastante valor artístico. El barrio ofrece un interesante ambiente.